# Zeferino dos Prazeres
Zeferino dos Prazeres   (illa de Príncipe, 1960 - Portugal, 20 de setembre de 2009) fou un polític de São Tomé i Príncipe. Va ser President del govern regional de la Regió Autònoma de Príncipe del 12 d'abril de 2002 al 20 de juny de 2006. Era membre del Moviment per l'Alliberament de São Tomé i Príncipe/Partit Socialdemòcrata i va néixer el 1960.